# Bitwa pod Andong
Bitwa pod Andong – starcie zbrojne stoczona podczas wojny koreańskiej w lipcu 1950.

## Bitwa
12 Dywizja Koreańskiej Armii Ludowej próbowała przedostać się w kierunku Pusan, ale po drodze przeciwstawiła jej się 8 dywizja Korei południowej. 12 Dywizja poniosła znaczne straty w walce; ataki powietrzne zabiły 600 żołnierzy i uszkodziły 11 z 30 czołgów dywizji, co zmusiło dywizję do odwrotu.